# Mehdy Molina
 (février 2020).
Si vous disposez d'ouvrages ou d'articles de référence ou si vous connaissez des sites web de qualité traitant du thème abordé ici, merci de compléter l'article en donnant les références utiles à sa vérifiabilité et en les liant à la section « Notes et références ».
 (février 2020).
Pas d'image ? Cliquez ici

a Compétitions nationales et continentales officielles uniquement.

b Matchs officiels uniquement.
Dernière mise à jour le 29 décembre 2019.
Mehdy Molina, né le 19 mai 1995 à Melun en France, est un joueur franco-algérien de rugby à XV et de rugby à sept qui évolue au poste d'ailier au sein des effectifs des Carabins de Montréal, du TMRRFC et Rugby Québec.

## Biographie
Mehdy Molina, né le 19 mai 1995 à Melun, commence le rugby en région Île-de-France. Il joue entre autres au Paris UC, avec les espoirs puis en équipe senior[réf. nécessaire].
Il s'exporte ensuite à Montréal pour poursuivre sa carrière.

## Carrière

### En club
- 2014-2018 : Paris UC (Fédérale 2)
- 2018-0000 : Carabins (RSEQ)
- 2018-0000 : TMRRFC (Super Ligue)
- 2018-0000 : Rugby Québec (Rugby Canada)

### En équipe nationale
Il obtient sa première cape internationale avec l'équipe d'Algérie de rugby à sept les 16 et 17 juin 2018 lors du Montauban Sevens,.
Il participe ensuite à un tournoi régional en Côte d'Ivoire, le 2018 Africa Regional Sevens – West où l'Algérie termine quatrième[réf. nécessaire], ce qui la prive de la phase finale de participation à l'édition 2019 du championnat d'Afrique de rugby à sept.